# Paul Thümmel
Paul Thümmel (Neuhausen, 15 gennaio 1902 – Theresienstadt, 20 aprile 1945) è stato un militare e agente segreto tedesco.
Con il nome in codice di A-54, Thümmel, nel 1936, offrì le sue informazioni al servizio segreto militare della Cecoslovacchia. Paul Thümmel usò diversi pseudonimi, tra cui Jochen, Breitner, Franta, René, il dottor Holm, il dottor Steinberg, Eva, Orso, Raab, Wedel, František ed è considerato dagli storici la più misteriosa ed efficace spia della seconda guerra mondiale.

## Biografia

### Gli inizi
Di professione panettiere, nel 1927 egli aderì al Partito Nazionalsocialista dei Lavoratori Tedeschi (matricola 61574) divenendo altresì cofondatore della sezione di Neuhausen. Ritenuto un membro leale, ricevette alcune onorificenze, tra cui l'Insegna d'oro del Partito Nazionalsocialista dei Lavoratori Tedeschi. Era considerato un "Alte Kämpfer", ovverosia un "vecchio militante", un nazista della prima ora e quando Heinrich Himmler tenne una conferenza al partito di Neuhausen, sostò addirittura per una notte in qualità di ospite presso la casa di Thümmel. In virtù di ciò, nacque una forte amicizia tra i due e quando, il 6 gennaio 1929, Adolf Hitler nominò Himmler Reichführer, comandante supremo delle SS in sostituzione di Erhard Heiden, il vecchio amico gli chiese di unirsi agli Schwarze Korps, il gruppo d'élite delle SS.
L'attività partitica proseguì nel giugno 1934 in occasione della "notte dei lunghi coltelli", ossia del pianificato assassinio di tutti i membri delle SA di Ernst Röhm. Sembra non vi sia alcuna certezza del coinvolgimento diretto di Thümmel nel corso di tale evento, anche se dalla testimonianza di Friedrich Eberstein, ex comandante delle SS e della polizia in Baviera, resa al processo di Norimberga, è accertata la presenza a Dresda di Thümmel con il colonnello SS Lothar Bentel quando furono uccisi 8 membri delle SA e del NSDAP.

### Agente dello spionaggio
Nella metà del 1933, in segno di gratitudine Heinrich Himmler "trovò al suo amico Paul un lavoro a Dresda presso l'Abwehr, lo spionaggio militare, dell'ammiraglio Canaris" come capo fiduciario (Hauptvertrauensmann) divenendo in breve un ufficiale con alte responsabilità.
Thümmel lavorò per l'Ufficio IV a Dresda e nella zona di frontiera cecoslovacca con il compito di creare una rete di agenti infiltrati nella regione dei Sudeti, rivendicata dal governo nazista. In quel periodo organizzò, tra l'altro, il rapimento di un agente cecoslovacco. Si sposò due volte, prima con Gertrude Kirschner, con la quale ebbe una figlia, Hanna, e successivamente con Elsa Jansen. Nel periodo in cui operò nel Protettorato di Boemia e Moravia ebbe, secondo i rapporti della resistenza, una relazione sentimentale con l'attrice Lída Baarová, una delle donne più affascinanti della sua epoca e nota amante del gerarca nazista Joseph Goebbels.

### Agente A-54
I primi contatti con i servizi segreti cecoslovacchi avvennero nel 1932 ma fu solamente il 10 febbraio 1936 che offrì, con una lettera, la sua piena collaborazione al servizio. Dopo un incontro clandestino conoscitivo avvenuto il 6 aprile presso il bivio di Neugeschrei tra Vejprty e České Hamry (Vejprty) sulla frontiera ceco-tedesca, con il colonnello František Moravec e il maggiore Josef Bartik, Thümmel spacciandosi per un certo Jochen Breitner, fotografo nella sede dell'Abwehr di Dresda, asserì ai suoi interlocutori di essere motivato al passaggio di informazioni solamente spinto dal bisogno di denaro in quanto oberato dai debiti e desideroso di sposarsi con la propria fidanzata, pure dipendente dello spionaggio tedesco.
Thümmel convinse František Moravec, capo della II Divisione del Servizio, delle sue intenzioni nonostante alcune perplessità sorte per alcuni errori ortografici contenuti nel testo tedesco della lettera. Cominciò così Thümmel, alias A-54 in codice, a fornire copiose informazioni sullo schieramento militare tedesco e i nominativi dei membri del Sudetendeutsche Partei (Partito tedesco dei Sudeti) di Konrad Henlein in cambio di un primo pagamento di 15.000 marchi.
Nel marzo del 1938 fornì ulteriori rivelazioni: i nomi degli agenti operativi dell'Abwehr, luoghi di interesse strategico, casellari postali dormienti usati dalle spie, ed altro. Come si scoprì in seguito nel dopoguerra, il materiale fornito fu un misto di verità e finzione, inoltre, A-54 non informò della imminente occupazione dell'Austria. Ulteriori informazioni prodotte verso la metà di agosto del 1938 si rivelarono sbagliate, ad esempio, la direzione prevista dell'attacco tedesco alla Cecoslovacchia previsto il 15 marzo 1939. Comunque l'avvertimento che l'agente Thümmel fornì sull'imminente occupazione, permise la tempestiva fuga della direzione del servizio di spionaggio a Londra e nei Paesi Bassi continuando in tal modo la resistenza al nazismo anche dall'esilio con il governo guidato da Edvard Beneš.
Paul Thümmel dopo l'occupazione della Cecoslovacchia e la dichiarazione del Protettorato di Boemia e Moravia comandò con il grado di maggiore la III Divisione F dell'Abwehr a Praga presso il Dipartimento di controspionaggio. Grazie alle sue possibilità di viaggiare all'estero, nei Paesi Bassi e nella Jugoslavia, ristabilì il contatto con gruppo operante in esilio a Londra di Moravec assumendo lo pseudonimo del dottor Steinberg. Passò informazioni sulle attività e sui progetti futuri dell'Abwehr riguardanti l'occupazione della Polonia del 1º settembre 1939 e le intenzioni della Germania di attacco dell'Unione Sovietica.
Nel 1940 ebbe modo di trasmettere i rapporti a Londra coinvolgendo le organizzazioni della resistenza presenti nel Protettorato e utilizzando le loro radio clandestine. Stabilì un contatto anche con il noto gruppo clandestino dei "Re Magi", che era il nome dato in codice dalla Gestapo al gruppo di intelligence-sabotaggio. Attraverso le loro comunicazioni radio trasmise informazioni sulla pianificata invasione dell'Inghilterra. Questa informazione si dimostrò troppo generale ma Paul Thümmel fornì anche informazioni che si rivelarono esatte come l'avvio di operazioni di intelligence tedesche contro l'Unione Sovietica, vietate dopo la firma del trattato tedesco-sovietico. Dall'inizio del 1940, la Gestapo cominciò a sospettare sulla condotta dell'ufficio a Praga dell'Abwehr, ritenendo che vi fosse nascosto tra gli ufficiali un traditore, ma mancavano le prove.
Più tardi Thümmel trasmise dati contraddittori circa l'attacco pianificato alla Francia del 15 maggio 1940 e sull'arma segreta, che fu poi conosciuta come il missile V1 (Fieseler Fi 103). Rivelò pure i preparativi per l'invasione della Jugoslavia, i rapporti delle Forze armate tedesche, il rinvio al 1941 dello sbarco in Inghilterra e molto altro.

### L'arresto e la fine
Thümmel fino al suo arresto, avvenuto nel 1942, si mantenne in collegamento con il capitano Václav Morávek ma le sue trame non passarono inosservate al vaglio della Gestapo. Difatti individuato fu arrestato una prima volta il 13 ottobre 1941 dal caposegretario Willi Abendschön, capo della 3ª Sezione criminale della Gestapo, riuscendo però a farsi liberare con il pretesto di essersi infiltrato nell'organizzazione di resistenza per scoprirne i segreti. Lo stesso ammiraglio Wilhelm Canaris intervenne personalmente a Praga per salvargli la vita affermando di essere un agente infiltrato nel movimento di resistenza per conto dell'Abwehr. Convinto Heinrich Himmler, Canaris stipulò un protocollo con il Brigadeführer delle SS, Reinhard Heydrich, spietato governatore del Protettorato di Boemia e Moravia, noto come "I dieci comandamenti", nel quale l'Abwehr cedette allo Sicherheitsdienst, il servizio di sicurezza delle SS, buona parte delle sue competenze in cambio dell'abbandono da parte della Gestapo di qualsiasi indagine sui suoi agenti.
Heydrich sospettò invece il maggiore Thümmel di essere un agente di collegamento fra Canaris e l'MI6, il controspionaggio inglese, e lo arrestò nuovamente il 20 marzo 1942. Il procedimento giudiziario creò un forte imbarazzo nelle gerarchie naziste poiché Thümmel avrebbe dovuto essere processato dal Volksgerichtshof, il Tribunale del Popolo, ma lo stesso Heinrich Himmler e Martin Bormann si opposero a una tale soluzione. Come agente dell'Abwehr allora sarebbe dovuto comparire di fronte alla Corte marziale ma anche il maresciallo Wilhelm Keitel si rifiutò. La soluzione al problema fu trovata momentaneamente dal caposegretario Willi Abendschön che registrò Thümmel sotto lo pseudonimo di Peter Toman, cittadino olandese e ex addetto militare, e lo carcerò nella Piccola fortezza di Terezín in attesa di una definitiva soluzione.
Espulso dal NSDAP, costretto a concedere il divorzio alla moglie, Paul Thümmel, secondo alcuni testimoni, fu fucilato nella fortezza di Terezín il 20 aprile 1945, il giorno del compleanno di Adolf Hitler, con altri 40 prigionieri, pochi giorni dopo l'impiccagione dell'ammiraglio Wilhelm Canaris a Flossenbürg il 9 aprile, mentre per altri si suicidò o addirittura scampò incolume alla guerra.

## Valutazione storica
La storia della spia Paul Thümmel fu rivelata per la prima volta nel 1965 dallo storico ceco Čestmír Amort che ebbe accesso al materiale d'archivio conservato presso l'Istituto di Studi del Ministero degli Interni di Praga, fino allora inaccessibile a qualsiasi ricercatore. Čestmír Amort in collaborazione con un altro storico, Ivan Jedlička, pubblicarono il frutto delle loro ricerche nei testi "Tajemství vyzvědače A-54" del 1965 e "Hledá se zrádce x" del 1968.
Il ruolo svolto da Thümmel e la natura delle informazioni che fornì al servizio segreto cecoslovacco sono ancora oggi oggetto di accesi dibattiti. I motivi del tradimento di Thümmel rimangono un mistero: fu pagato per le sue informazioni, ma non abbastanza per compensare i pericoli a cui si espose, e le informative che passò erano troppo preziose per essere stato un agente che faceva il doppio gioco.
Tuttavia i giudizi variano: c'è chi considera l'agente A-54 un agente doppio-giochista provocatore con l'obiettivo di disinformare il governo in esilio della Cecoslovacchia in quanto fornì informazioni false sul tradimento di alcuni ufficiali della Wehrmacht; alcuni storici britannici come Harry Hinsley, invece, sostengono che Thümmel consegnò in realtà informazioni politiche e militari attendibili e ben documentate anche se queste non furono tenute in considerazione dalle alte gerarchie militari alleate. È noto, tra l'altro, che Thümmel non rivelò mai informazioni sulla sua rete di agenti in Cecoslovacchia ma, secondo alcuni, partecipò attivamente alla distruzione della resistenza cecoslovacca, infatti dopo essere stato trasferito a Praga, nel 1939, alcuni membri della resistenza del Protettorato di Boemia e Moravia furono arrestati dalla Gestapo.
Thümmel aveva sicuramente una personalità complessa, inizialmente si dimostrò un nazista convinto e attivo, ma sembra abbia avuto molte difficoltà con i leader delle SS dopo l'epurazione delle SA del 1934. Solo l'amicizia di Himmler lo protesse in modo efficace da vendette. L'origine del suo tradimento al nazismo, secondo gli storici, deve essere ricercato nella politica e nella filosofia, nella scelta fra il partito e il paese. Un dilemma che A-54 visse con un dramma psicologico interiore, scegliendo alla fine di un processo di maturazione il bene del proprio paese schierandosi, a suo modo, con gli Alleati e contro il nazismo pagando la sua scelta con la vita.
Il capo dello spionaggio militare cecoslovacco František Moravec, ritenne posteriormente Thümmel il suo agente di maggior successo e uno dei migliori della seconda guerra mondiale mentre Winston Churchill ebbe parole di ammirazione per la spia affermando: "È l'attore più fantastico di tutti i tempi!".